# Eugen Schüfftan
Eugen Schüfftan   (Breslau, 21 de juliol de 1893 - Nova York, 6 de setembre de 1977) va ser un director de fotografia alemany.
Inicialment un pintor decoratiu i arquitecte expressionista, va començar a desenvolupar tècniques d'efectes especials per al cinema a partir de 1920.
Va inventar el procés Schüfftan, una tècnica d'efectes especials que empra miralls per a inserir actors en conjunts en miniatura. Un dels primers usos del procés va ser a Els Nibelungs i Metropolis (1927), ambdues dirigides per Fritz Lang. Aquesta tècnica va ser emprada àmpliament fins que fou suplantada per la tècnica de la pantalla verda.
Va dirigir dos pel·lícules, Das Ekel (1931) i Die Wasserteufel von Hieflau (1932) encara que se li va denegar aparèixer als crèdits de la última.
Exiliat després de l'ascens dels nazis al poder el 1933 a causa de la seva ètnia jueva, la majoria de les seves contribucions foren a pel·lícules franceses dels anys trenta i de després de la Segona Guerra Mundial, com ara Le Quai des brumes (1938) de Marcel Carné. També va treballar per Hollywood durant els anys quaranta, esquivant l'ocupació nazi de França, on va haver d'enfrontar-se a nombrosos entrebancs per trobar pel·lícules on treballar a causa de la seva condició d'extranger.
El 1962 Schüfftan va guanyar el Premi de l'Acadèmia a la millor fotografia en blanc i negre pel seu treball a la pel·lícula El vividor. Va contribuir a una pel·lícula per última vegada el 1966 amb Chappaqua de Conrad Rooks.
Eugen Schüfftan va morir el sis de setembre de 1977 a Nova York.

## Premis i distincions
- 1951: Premi del Turisme Francès per el documental L'Hotel-Dieu de Beaune.[1]
- 1962: Oscar a la millor fotografia en blanc i negre per El vividor.[5]
- 1962: Premi Corona de Llorer a la millor cinematògrafia en blanc i negre per El vividor.[1]
- 1964: Premi del Cinema Alemany en reconeixement de les seves contribucions al cinema alemany.[1]
- 1975: Premi Billy Blitzer del Gremi Internacional de Cinematògrafs.[1]